# Seven Femenino de Japón 2017
El Seven Femenino de Japón de 2017 fue la segunda edición del torneo de rugby 7, fue el cuarto torneo de la Serie Mundial Femenina de Rugby 7 2016-17.
Se desarrolló en el Mikuni World Stadium Kitakyushu de la ciudad de Kitakyushu, Japón.

## Fase de grupos

### Grupo A
| Equipo        | Encuentros | Encuentros | Encuentros | Encuentros | Tantos  | Tantos    | Tantos     | Puntos |
| Equipo        | jugados    | ganados    | empatados  | perdidos   | a favor | en contra | diferencia | Puntos |
| ------------- | ---------- | ---------- | ---------- | ---------- | ------- | --------- | ---------- | ------ |
| Nueva Zelanda | 3          | 3          | 0          | 0          | 72      | 21        | +51        | 9      |
| Rusia         | 3          | 2          | 0          | 1          | 62      | 32        | +30        | 7      |
| Francia       | 3          | 1          | 0          | 2          | 52      | 50        | +2         | 5      |
| Japón         | 3          | 0          | 0          | 3          | 10      | 93        | –83        | 3      |

### Grupo B
| Equipo    | Encuentros | Encuentros | Encuentros | Encuentros | Tantos  | Tantos    | Tantos     | Puntos |
| Equipo    | jugados    | ganados    | empatados  | perdidos   | a favor | en contra | diferencia | Puntos |
| --------- | ---------- | ---------- | ---------- | ---------- | ------- | --------- | ---------- | ------ |
| Australia | 3          | 3          | 0          | 0          | 91      | 12        | +79        | 9      |
| Fiyi      | 3          | 2          | 0          | 1          | 91      | 24        | +67        | 7      |
| Brasil    | 3          | 1          | 0          | 2          | 34      | 82        | –48        | 5      |
| Irlanda   | 3          | 0          | 0          | 3          | 10      | 108       | –98        | 3      |

### Grupo C
| Equipo         | Encuentros | Encuentros | Encuentros | Encuentros | Tantos  | Tantos    | Tantos     | Puntos |
| Equipo         | jugados    | ganados    | empatados  | perdidos   | a favor | en contra | diferencia | Puntos |
| -------------- | ---------- | ---------- | ---------- | ---------- | ------- | --------- | ---------- | ------ |
| Canadá         | 3          | 3          | 0          | 0          | 101     | 29        | +72        | 9      |
| Estados Unidos | 3          | 2          | 0          | 1          | 58      | 44        | +14        | 7      |
| Inglaterra     | 3          | 1          | 0          | 2          | 38      | 56        | –18        | 5      |
| España         | 3          | 0          | 0          | 3          | 15      | 83        | –68        | 3      |

## Fase Final

### Copa de oro
|  | Cuartos de final | Cuartos de final | Cuartos de final |               |           | Semifinales | Semifinales | Semifinales |           |              | Copa         | Copa         | Copa |  |
|  |                  |                  |                  |               |           |             |             |             |           |              |              |              |      |  |
|  |                  |                  |                  |               |           |             |             |             |           |              |              |              |      |  |
|  | Australia        | Australia        | 19               |               |           |             |             |             |           |              |              |              |      |  |
|  | Australia        | Australia        | 19               |               |           |             |             |             |           |              |              |              |      |  |
|  | Francia          | Francia          | 12               |               |           |             |             |             |           |              |              |              |      |  |
|  | Francia          | Francia          | 12               |               | Australia | Australia   | 0           |             |           |              |              |              |      |  |
|  |                  |                  |                  |               | Australia | Australia   | 0           |             |           |              |              |              |      |  |
|  |                  |                  | Canadá           | Canadá        | 33        |             |             |             |           |              |              |              |      |  |
|  | Canadá           | Canadá           | Canadá           | Canadá        | 33        | 41          |             |             |           |              |              |              |      |  |
|  | Canadá           | Canadá           |                  |               |           |             |             |             |           |              |              |              |      |  |
|  | Rusia            | Rusia            | 0                |               |           |             |             |             |           |              |              |              |      |  |
|  | Rusia            | Rusia            | 0                |               |           |             |             |             |           | Canadá       | Canadá       | 14           |      |  |
|  |                  |                  |                  |               |           |             |             |             |           | Canadá       | Canadá       | 14           |      |  |
|  |                  |                  | Nueva Zelanda    | Nueva Zelanda | 17        |             |             |             |           |              |              |              |      |  |
|  | Fiyi             | Fiyi             | Nueva Zelanda    | Nueva Zelanda | 17        | 26          |             |             |           |              |              |              |      |  |
|  | Fiyi             | Fiyi             |                  |               |           |             |             |             |           |              |              |              |      |  |
|  | Estados Unidos   | Estados Unidos   | 19               |               |           |             |             |             |           |              |              |              |      |  |
|  | Estados Unidos   | Estados Unidos   | 19               |               | Fiyi      | Fiyi        | 0           |             |           | Tercer lugar | Tercer lugar | Tercer lugar |      |  |
|  |                  |                  |                  |               | Fiyi      | Fiyi        | 0           |             |           | Tercer lugar | Tercer lugar | Tercer lugar |      |  |
|  |                  |                  | Nueva Zelanda    | Nueva Zelanda | 21        |             |             |             |           |              |              |              |      |  |
|  | Nueva Zelanda    | Nueva Zelanda    | Nueva Zelanda    | Nueva Zelanda | 21        | 21          |             |             | Australia | Australia    | 19           |              |      |  |
|  | Nueva Zelanda    | Nueva Zelanda    |                  |               |           |             |             |             | Australia | Australia    | 19           |              |      |  |
|  | Inglaterra       | Inglaterra       | 5                |               |           |             |             |             |           |              | Fiyi         | Fiyi         | 17   |  |
|  | Inglaterra       | Inglaterra       | 5                |               |           |             |             |             |           |              | Fiyi         | Fiyi         | 17   |  |
|  |                  |                  |                  |               |           |             |             |             |           |              |              |              |      |  |

| Bandera de Nueva Zelanda |
| Campeón Nueva Zelanda    |
| 3º título del circuito   |